# Bitinija
Bitinija je povijesna regija, kraljevstvo i rimska provincija na sjeveroistoku Male Azije, omeđena Propontisom, tračkim Bosporom i Euksinom (današnje Crno more).

## Opis
Na plodnim obalama Propontisa (današnje Mramorno more) se u antičko doba nalazilo nekoliko važnih gradova: Nikomedija, Kalcedon, Hios i Apameja.  Bitinija je također poznata po Niceji, gradu odakle potječe Nicejsko vjerovanje.
Bitinija je prema Strabonu na istoku graničila s rijekom Sangarius (suvremena Sakarya), ali se češće kao istočna granica navodio Partenij (Parthenius), koji je dijelio od Paflagonije, stvorivši područje koju su nastanjivali Marijandinci. Na zapadu i jugozapadu ju je od Mizije dijelila rijeka Rindak, a na jugu je graničila s Frigijom, Epiktetom i Galacijom.
U njoj su bile planine i šume, ali i doline i obalna područja s plodnom zemljom. Najpoznatije gorje je bio tzv. "Mizijski" Olimp (2300 m), koji se nalazi iza današnje Burse i može se vidjeti iz 113 km udaljenog Istanbula. Vrhovi su mu najveći dio godine prekriveni snijegom.
Drugo Gorje se prostire 160 km na istok od Sakaryje do Paflagonije. Oba gorja čine granicu visoravni Anadolije. Oblast koja se prostire na zapad sve do obala Bospora, iako prekriven drvećem — turski Ağaç Denizi, ili "Ocean drveća" — ne pripada planinskom lancu. Na zapadnoj obali se nalaze duboki zaljevi, od kojih je najsjeverniji İzmitski zaljev (drevni Astački zaljev), koji prodire 65-80 km u unutrašnjost sve do İzmita (drevna Nikomedija), s time da ga samo prevlaka od 40 km dijeli od Crnog mora; te Mudanijski zaljev ili Gemlik (Kijski zaljev), koji je dug 40 km. Na njegovom kraju je grad Gemlik (drevni Kios), koji se nalazi u dolini kojoj pripada i Niceja.
Glavne rijeke su Sakarya koja prolazi provincijom s juga na sjever; Rindak, koji je dijeli od Milzije; i Bilej (Filiyas), koja izvire u Aladağu, oko 80 km od mora, te prolazeći kroz današnji Bolu (drevni Bithynion-Claudiopolis) utiče u Euksin, blizu ruševina drevnog Tiuma, oko 64 km sjeveroistočno od Herakleje Pontske (suvremeni Karadeniz Ereğli), ukupne dužine od 160 km. Partenij (suvremeni Bartın), istočna granica provincije, daleko je manje važna rijeka.
Doline rijeka koje utječu u Crno more su pune svih vrsta voća, kao što su naranče, dok su dolina Sangariusa i ravnice kraj Burse i Iznika (Niceja) plodne i dobro obrađene. Velike plantaže dudova daju svilu po kojoj je poznata Bursa.

## Povijest
Prema autorima (Herodot, Ksenofont, Strabon i dr.), Bitinijci su bili tračko doseljeničko pleme. U Trakiji postoje dokazi o postojanju plemena Tinijaca, a pretpostavlja se da su dva srodna plemena - Tinijci i Bitinijci - zajedno naselili susjedna područja Male Azije te istjerali ili pokorili domaće Mizijce, Kaukonce i druga domaća plemena, dok su se Marijandinci održali na sjeveroistoku. Herodot spominje kako su Tinijci i Bitinijci živjeli jedni kraj drugih; međutim, potonji su se s vremenom nametnuli kao hegemon, jer se po njima naziva zemlja. Kralj Krez ih je pokorio i priključio svome Lidijskom kraljevstvu, a 546. pr. Kr. su pali pod perzijsku vlast i postali dio satrapije Frigije, koja je obuhvaćala sve zemlje do Helesponta i Bospora.

### Kraljevstvo Bitinija
U 4. stoljeću pr. Kr. Bitinija je, vjerojatno koristeći unutrašnje sukobe u Perzijskom Carstvu uspjela steći određenu autonomiju, a možda čak i nezavisnost pod domaćim knezovima kao što su Bas i Zipoit I. Potonji je, rabeći kaos izazvan ratovima dijadoha sebe proglasio kraljem (basileus) godine 297. pr. Kr. Njegov sin i nasljednik Nikomed I. osnovao je grad Nikomedija, koji će s vremenom postati važno ekonomsko i kulturno središte, te je za vrijeme njegove duge vladavine (cca. 278. pr. Kr. – cca. 255. pr. Kr.), kao i vladavine njegovih nasljednika Prusije I., Prusije II. i Nikomeda II. (149 – 91. pr. Kr.), kraljevstvo Bitinija postalo jedno od važnijih među tadašnjim monarhijama Anadolije. Posljednji kralj Nikomed IV. se, međutim, nije uspio oduprijeti Mitridatu VI. od Ponta, te se, nakon što ga je rimski Senat vratio na prijestolje, odlučio oporukom ostaviti svoje kraljevstvo Rimskoj Republici (74. pr. Kr.).  Kraljevi su iza sebe ostavili kovanice koje pokazuju njihove kraljevske portrete gravirane u rafiniranom helenističkom stilu.

### Rimska provincija
Dok je bila rimska provincija, granice Bitinije su se često mijenjale, jer je iz administrativnih razloga spajana s Pontom. To je bilo i u vrijeme Trajana, kada je Plinije Mlađi imenovan guvernerom sjedinjenih provincija (109./110. – 111./112.), a zahvaljujući čijim spisima vezanim danas postoje vrijedne informacije o sustavu rimske provincijske uprave.
Pod Bizantom Bitinija je ponovno podijeljena u dvije provincije, s međom na rijeci Sangarius.
Bitinija je izazivala veliku pažnju zbog strateškog položaja između sjevernih granica na Dunavu i jugoistočnih granica na Eufratu. Kako bi se osigurale istočne provincije godine 562. je sagrađen monumentalni most na rijeci Sangarij.

## Poznate osobe
- Teodozije (2. stoljeće pr. Kr.) grčki astronom i matematičar.
- Antinoj (2. stoljeće) katamit rimskog cara Hadrijana.
- Kasije Dion (2. – 3. stoljeće) rimski povjesničar, senator i konzul.

## Vanjske poveznice
- Gottwein
- Sveučilište Duke  Arhivirana inačica izvorne stranice od 28. ožujka 2020. (Wayback Machine)
- Researchgate.net Bithynia Cities in Early Byzantine Period and Location of 'Apollonia'